# ناحیه ۹، شهرستان بنتون، آرکانزاس
ناحیه ۹، شهرستان بنتون، آرکانزاس (به انگلیسی: Township 9) یک منطقهٔ مسکونی در ایالات متحده آمریکا است که در شهرستان بنتون، آرکانزاس واقع شده‌است. ناحیه ۹ ۳۱٬۳۶۲ نفر جمعیت دارد.